# 信阳北站
信阳北站位于河南省信阳市平桥区，是宁西铁路上的车站。车站由中国铁路武汉局集团信阳车站管辖的二等技术区段站，主要办理宁西、京广铁路两大干线列车接发、编组任务，又担负着列车交口任务、分流京广线车流任务、信阳站管内宁西各货运站配空车、取送任务。信阳北站站场规模一级二场，到发场设有2条宁西铁路正线、7条到发线，调车场设9条调车线，站北侧设有机务折返段。京广铁路正线于站西侧通过，宁西正线和京广线在南侧的信阳站交汇；同时北站北咽喉设有往彭家湾站的联络线。
车站作为宁西铁路在河南最大的编组站于2000年开建，位于既有京广铁路周家湾站东侧。在线路建设期间，车站站场曾作为轨道铺架基地，为宁西铁路南阳至潢川段提供轨枕。